# Clàssica de Sabiñánigo
La Clàssica de Sabiñánigo (Clásica de Sabiñánigo en castellà) va ser una cursa ciclista professional que es disputava anualment pels voltants de Sabiñánigo. Es disputà entre el 1969 i el 2001 de manera ininterrumpida, sent 33 les edicions disputades.
El primer vencedor fou Domingo Perurena i el ciclista que més edicions la guanyà fou Enrique Martínez Heredia, amb tres victòries.

## Palmarès
| Año                         | Ganador                     | Segundo                  | Tercero                      |
| Clásica Zaragoza-Sabiñanigo |                             |                          |                              |
| --------------------------- | --------------------------- | ------------------------ | ---------------------------- |
| 1969                        | Domingo Perurena            | Santiago Lazcano         | Sebastián Fernández          |
| 1970                        | Luis Zubero                 | Domingo Perurena         | Vicente López Carril         |
| 1971                        | Agustín Tamames             | Domingo Perurena         | José Manuel López            |
| 1972                        | Segundo Goicoechea          | José Manuel López        | Pedro Torres Cruces          |
| 1973                        | Antonio Martos              | Vicente López Carril     | Josep Pesarrodona            |
| 1974                        | Miguel María Lasa           | Juan Santiago Zurano     | Manuel Esparza               |
| 1975                        | Domingo Perurena            | Gonzalo Aja              | Fernando Plaza               |
| 1976                        | Enrique Martínez Heredia    | Santiago Lazcano         | Vicente López Carril         |
| 1977                        | Francisco José Martins Días | Enrique Martínez Heredia | Andrés Gandarias             |
| 1978                        | Enrique Martínez Heredia    | Antonio Menéndez         | Anastasio Grecian            |
| 1979                        | Andrés Oliva                | Julián Andiano           | Alberto Fernández Blanco     |
| 1980                        | José Luis Viejo             | Josep Lluís Laguía       | Imanol Murga                 |
| 1981                        | Enrique Martínez Heredia    | Eulalio García Pereda    | José Luis Rodríguez Inguanzo |
| 1982                        | Pedro Delgado               | Francisco Ramón Albelda  | Jaume Vilamajó               |
| 1983                        | Eduardo Chozas              | Faustino Rupérez         | Ricardo Zúñiga               |
| 1984                        | Alfonso Gutiérrez           | Miguel Ángel Iglesias    | Imanol Murga                 |
| 1985                        | Iñaki Gastón                | Josep Lluís Laguía       | Antonio Esparza              |
| 1986                        | Mariano Sánchez             | Joaquín Faura            | Óscar de Jesús Vargas        |
| 1987                        | Ángel Camarillo             | Stephen Hodge            | Melcior Mauri                |
| 1988                        | Alfonso Gutiérrez           | Casimiro Moreda          | Jesús Suárez Cueva           |
| 1989                        | Álvaro Pino                 | no s'entrega             | no s'entrega                 |
| 1990                        | Jean-Pierre Heynderickx     | Juan Carlos González     | José Enrique Carrera         |
| 1991                        | Jerry Cooman                | Adrie van der Poel       | Jean-Pierre Heynderickx      |
| Clàssica de Sabiñánigo      |                             |                          |                              |
| 1992                        | Mathieu Hermans             | Jerry Cooman             | Malcolm Elliott              |
| 1993                        | Asier Guenetxea             | Manuel Fernández Ginés   | Àngel Edo                    |
| 1994                        | Serge Baguet                | Stefano Zanatta          | Frank Vandenbroucke          |
| 1995                        | Fernando Escartín           | Stefano Della Santa      | Gerd Audehm                  |
| 1996                        | Arsenio González            | Francisco José García    | David García Marquina        |
| 1997                        | Armand de las Cuevas        | David Etxebarría         | César Solaun                 |
| 1998                        | Igor González de Galdeano   | Charles Guilbert         | Ginés Salmerón               |
| 1999                        | Tristan Hoffman             | Andreas Klier            | Jeremy Hunt                  |
| 2000                        | Davide Casarotto            | Gianni Faresin           | Paolo Lanfranchi             |
| 2001                        | Ángel Vicioso               | Eleuterio Anguita        | Stefano Casagranda           |

## Palmarès per països
- Espanya, 25
- Bèlgica, 3
- Països Baixos, 2
- Portugal, 1
- França, 1
- Itàlia, 1